# Юнус Раджабі (станція метро)
41°18′44″ пн. ш. 69°16′51″ сх. д. / 41.31222° пн. ш. 69.28083° сх. д.
Юнус Раджабі (узб. Yunus Rajabiy) — станція Юнусободської лінії Ташкентського метрополітену, розташована між станціями Абдулла Кадірій і Мінг Урік. Названа на честь узбецького радянського композитора Юнус Раджабі.
Відкрита 26 жовтня 2001.
Колонна трипрогінна станція мілкого закладення з двома підземними вестибюлями, суміщеними з пішохідними підземними переходами.
«Юнус Раджабі» — найглибша з усіх ташкентських станцій — 24 метри. Висота стелі понад 7 метрів. Пішохідні підземні переходи ведуть прямо на платформи станції Амір Темур хійобоні Чилонзорської лінії. Крім великої глибини при будівництві труднощі створювали високі ґрунтові води, так що довелося бурити 19 свердловин вертикального дренажу.
Платформу прикрашають колони в стилі східної архітектури. Їх вінчають капітелі, які виконують не тільки декоративні, але і освітлювальні функції.